# Saint-Hilaire-en-Lignières
Saint-Hilaire-en-Lignières település Franciaországban, Cher megyében. Lakosainak száma 496 fő (2022. január 1.). Saint-Hilaire-en-Lignières La Celle-Condé, Chezal-Benoît, Lignières, Rezay, Touchay, La Berthenoux, Pruniers és Saint-Christophe-en-Boucherie községekkel határos.

## Népesség
A település népessége az elmúlt években az alábbi módon változott:
| Lakosok száma | 785  | 572  | 534  | 514  | 521  | 515  | 491  | 486  | 484  | 496  |
|               | 1968 | 1982 | 1990 | 2006 | 2013 | 2015 | 2017 | 2019 | 2020 | 2022 |